# Aleucanitis saisani
Aleucanitis saisani là một loài bướm đêm trong họ Noctuidae.